# Gemeinsames Universum (Fiktion)
1. WEITERLEITUNG Gemeinsames Universum